# Spermophora faveauxi
Spermophora faveauxi is een spinnensoort uit de familie trilspinnen (Pholcidae). De soort komt voor in Congo.